# Vodacom Cup 2000
La Vodacom Cup de 2000 fue la tercera edición del torneo para selecciones provinciales de Sudáfrica.
El torneo se disputó en el primer semestre en paralelo al Súper Rugby, mientras que la Currie Cup se disputó en el segundo semestre.
El campeón fue el equipo de Free State Cheetahs quienes obtuvieron su primer campeonato.

## Sistema de disputa
El torneo se disputó en zonas que se distribuyeron por cercanía geográfica, los cuatro mejores equipos de cada zona clasificaron a los cuartos de final.

## Clasificación

### Sección Norte
| Pos. | Equipo       | Encuentros | Encuentros | Encuentros | Encuentros | Tantos | Tantos | Tantos | PB | PB | Puntos |
| Pos. | Equipo       | PJ         | PG         | PE         | PP         | F      | C      | Dif    | BO | BD | Puntos |
| ---- | ------------ | ---------- | ---------- | ---------- | ---------- | ------ | ------ | ------ | -- | -- | ------ |
| 1.º  | Griquas      | 7          | 6          | 0          | 1          | 243    | 141    | +102   | 5  | 0  | 29     |
| 2.º  | Falcons      | 7          | 5          | 0          | 2          | 269    | 140    | +129   | 6  | 2  | 28     |
| 3.º  | Blue Bulls   | 7          | 5          | 0          | 2          | 265    | 187    | +78    | 2  | 1  | 23     |
| 4.º  | Golden Lions | 7          | 5          | 0          | 2          | 230    | 189    | +41    | 3  | 0  | 23     |
| 5.º  | Leopards     | 7          | 3          | 0          | 4          | 233    | 196    | +37    | 2  | 2  | 16     |
| 6.º  | Pumas        | 7          | 2          | 0          | 5          | 215    | 211    | +4     | 5  | 3  | 16     |
| 7.º  | Griffons     | 7          | 2          | 0          | 5          | 144    | 234    | -90    | 1  | 0  | 9      |
| 8.º  | Welwitschias | 7          | 0          | 0          | 7          | 115    | 416    | -301   | 1  | 0  | 1      |

### Sección Sur
| Pos. | Equipo              | Encuentros | Encuentros | Encuentros | Encuentros | Tantos | Tantos | Tantos | PB | PB | Puntos |
| Pos. | Equipo              | PJ         | PG         | PE         | PP         | F      | C      | Dif    | BO | BD | Puntos |
| ---- | ------------------- | ---------- | ---------- | ---------- | ---------- | ------ | ------ | ------ | -- | -- | ------ |
| 1.º  | Free State Cheetahs | 6          | 5          | 0          | 1          | 269    | 146    | +123   | 5  | 0  | 25     |
| 2.º  | Western Province    | 6          | 4          | 0          | 2          | 199    | 136    | +63    | 3  | 2  | 21     |
| 3.º  | Mighty Elephants    | 6          | 3          | 0          | 3          | 161    | 161    | 0      | 3  | 2  | 17     |
| 4.º  | Boland Cavaliers    | 6          | 3          | 1          | 2          | 167    | 217    | -50    | 3  | 0  | 17     |
| 5.º  | Border Bulldogs     | 6          | 3          | 0          | 3          | 156    | 164    | -8     | 2  | 1  | 15     |
| 6.º  | Natal Wildebeest    | 6          | 2          | 1          | 3          | 136    | 159    | -23    | 3  | 1  | 14     |
| 7.º  | SWD Eagles          | 6          | 0          | 0          | 6          | 121    | 226    | -105   | 0  | 1  | 1      |

|  | Cuartos de final. |

### Cuartos de final
| 12 de abril | Griquas | 39 - 35 | Boland Cavaliers | Griqua Park, Kimberley |  |

| 13 de abril | Free State Cheetahs | 47 - 21 | Golden Lions | Vodacom Park, Bloemfontein |  |

| 13 de abril | Western Province | 36 - 21 | Blue Bulls | Newlands Stadium, Ciudad del Cabo |  |

| 13 de abril | Falcons | 60 - 0 | Mighty Elephants | Bosman Stadium, Brakpan |  |

### Semifinales
| 18 de abril | Free State Cheetahs | 42 - 22 | Falcons | Vodacom Park, Bloemfontein |  |

| 20 de abril | Griquas | 41 - 27 | Western Province | Griqua Park, Kimberley |  |

### Final
| 27 de abril | Free State Cheetahs | 44 - 24 | Griquas | Vodacom Park, Bloemfontein |  |

| Bandera de Sudáfrica        |
| Campeón Free State Cheetahs |
| Primer título               |